# 石神忠真郎
石神 忠真郎（いしがみ ただまろ、Peter Baptist Tadamaro Ishigami, O.F.M. Cap., 1920年12月1日 - 2014年10月25日）は、日本のカトリック教会聖職者でカトリック那覇教区初代司教。カプチン・フランシスコ修道会員で、洗礼名は「ペトロ・バプティスタ」。

## 生涯
鹿児島県の奄美大島笠利村（現奄美市笠利町）で生まれる。福岡と東京の神学校で学んでいたが、1944年に戦地に赴き、戦後は奄美大島でカテキスタをしていた。1947年9月14日に、奄美大島名瀬港でカプチン・フランシスコ会宣教師フェリックス・レイ神父とオーバン・バルトルドス神父に遭遇。ラテン語で「エゴ　スム　セミナリウス（わたしは、神学生です）と自己紹介し、その後2人の神父の司牧の手伝いをしていた。
1948年に渡米して翌年にカプチン・フランシスコ会に入会し、1952年9月6日にニューヨークで司祭に叙階。1953年に帰国し沖縄で働いた。
1972年12月18日、教皇庁により琉球使徒座管理区は那覇司教区に昇格。1973年2月11日に那覇教区初代司教に叙階された。
1974年には教区創立25周年記念ミサが捧げられた。在任中は小教区の財政的自立を図るとともに、ミッションスクールのキングスクール閉校後に学校校人カトリック沖縄学園を設立し、土地と建物を設置母体の聖ドミニコ宣教修道女会に寄贈している。
1997年1月24日、定年による教区長引退が教皇ヨハネ・パウロ2世に承認され、後任としてコンベンツァル聖フランシスコ修道会員の押川壽夫神父が司教に任命された。
2014年10月25日、肺炎により那覇市沖縄協同病院で死去。享年93。葬儀ミサは11月1日に安里教会で捧げられた。